# بيرس ميرشانت
بيرس ميرشانت هو سياسي بريطاني، ولد في 2 يناير 1951، وتوفي في 21 سبتمبر 2009. نشط حزبياً في حزب المحافظين وحزب استقلال المملكة المتحدة. في الانتخابات العمومية للمملكة المتحدة 1983 ‏، انتخب عضو البرلمان التاسع والأربعون للمملكة المتحدة ‏ عن دائرة نيوكاسل أبون تاين الوسطى وقد انضم خلال فترته النيابية ‏ (9 يونيو 1983 – 18 مايو 1987) للكتلة البرلمانية حزب المحافظين وفي الانتخابات العامة في المملكة المتحدة 1992 ‏، انتخب عضو البرلمان الحادي والخمسون للمملكة المتحدة ‏ عن دائرة بيكنهام وقد انضم خلال فترته النيابية ‏ (9 أبريل 1992 – 8 أبريل 1997) للكتلة البرلمانية حزب المحافظين وفي الانتخابات العامة في المملكة المتحدة 1997 ‏، انتخب عضو البرلمان الثاني والخمسون للمملكة المتحدة ‏ عن دائرة بيكنهام وقد انضم خلال فترته النيابية ‏ (1 مايو 1997 – 27 أكتوبر 1997) للكتلة البرلمانية حزب المحافظين.